# Spencer (Nyugat-Virginia)
Spencer település az Amerikai Egyesült Államok Nyugat-Virginia államában, Roane megyében, melynek megyeszékhelye is. Lakosainak száma 2063 fő (2020. április 1.).

## Népesség
A település népességének változása:

| 2010 | 2 322 |
| 2020 | 2 063 |